# Футерування (термоізоляція)

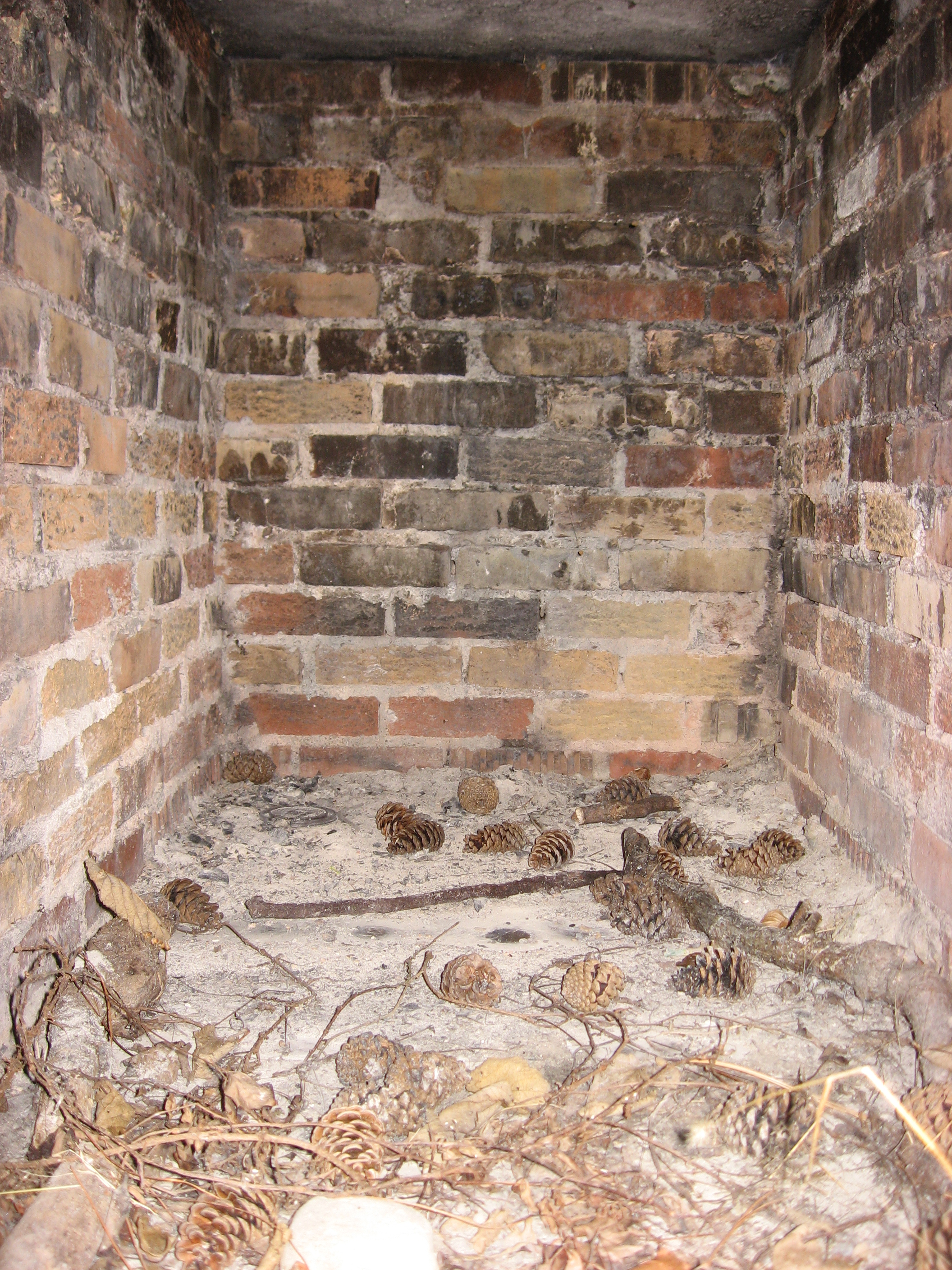
Футерування цеглою.

Футерува́ння (термоізоляція) — облицювання внутрішніх або зовнішніх поверхонь устаткування (стін, склепінь, подин, дверей нагрівальних і коксових печей, металургійних печей та агрегатів, ковшів для перевезення рідкого металу, пічних вагонеток, коксовозних і коксогасильних вагонів, розмельного, подрібнювального, змішувального, пресового устаткування, хімічних апаратів, травильних блоків, котлів, димових труб, дробильного і подрібнювального обладнання тощо) для захисту від температурних, хімічних та механічних впливів вогнетривкими, хімічно стійкими, стійкими до спрацювання, теплоізоляційними матеріалами.